# Arreux
Arreux é uma comuna francesa na região administrativa de Grande Leste, no departamento Ardenas. Estende-se por uma área de 4,24 km². Em 2010 a comuna tinha 334 habitantes (densidade: 78,8 hab./km²).